# Елетсвил (Индијана)
Елетсвил (енгл. Ellettsville) град је у америчкој савезној држави Индијана.

## Демографија
По попису из 2010. године број становника је 6.378, што је 1.3 (25,6%) становника више него 2000. године.
| Група             | 2000.         | 2010.         |
| Белци             | 4.846 (95,4%) | 6.038 (94,7%) |
| Афроамериканци    | 62 (1,2%)     | 63 (1,0%)     |
| Азијати           | 37 (0,7%)     | 41 (0,6%)     |
| Хиспаноамериканци | 60 (1,2%)     | 103 (1,6%)    |
| Укупно            | 5.078         | 6.378         |